# 亞羅希夫卡 (哈爾科夫區)
50°2′16″N 35°51′8″E / 50.03778°N 35.85222°E
亞羅希夫卡（烏克蘭語：Ярошівка）是位於烏克蘭東部的村莊，由哈爾科夫州哈爾科夫區的索洛尼齊夫卡市鎮負責管轄。該村處於克里沃羅蒂夫卡河右岸，始建於1710年，面積0.3平方公里，海拔高度144米，2001年人口114。